# 마드센 경기관총
마드센 경기관총은 1902년 덴마크가 세계 최초로 채택한 경기관총이다. 경기관총의 이름은 덴마크의 군인인 빌헬름 헤르만 올루프 마센(Vilhelm Herman Oluf Madsen)에서 유래된 이름이다.
이 총은 본래 1896년 덴마크 해병대에서 1천정을 채용한 같은 이름의 반자동 소총으로 개발되었던 것이다. 최초로 총 본체의 위에 탄창을 꽂는 방식이었고, 이후 많은 경기관총들이 이 방식을 답습했다. 가벼운 기관총이 필요했던 기병대가 주로 채용했다.

## 실전 사용
- 러일전쟁 - 당시 러시아군이 사용
- 제1차 세계 대전 - 독일군이 알프스산맥에서 산악전을 위해 소수 채용
- 제2차 세계 대전 - 독일의 노르웨이 침공 당시 사용되기도 했다.

## 같이 보기
- 라흐티-살로란타 M/26
- ZB vz. 26
- Mle1915 쇼샤